# Phare de Warwick
Le phare de Warwick (en anglais : Warwick Light) est un phare actif situé à Warwick dans le Comté de Kent (État de Rhode Island).
Il est inscrit au Registre national des lieux historiques depuis le 30 mars 1988 .

## Histoire
La première lumière sur le site a été construite en 1827. La structure actuelle de Warwick Neck a été construite sur le site en 1932. Après l'ouragan de 1938, le phare a été déplacé de 15 m à l'intérieur des terres pour échapper à l'érosion des plages. En 1985, la lumière fut la dernière à être automatisée au Rhode Island.

## Description
Le phare  est une tour circulaire en acier avec une galerie circulaire et une lanterne de 15,5 m de haut. La tour est peinte en blanc et la lanterne est noire. Son feu à occultations émet, à une hauteur focale de 20 m, un long éclat vert de 3 secondes par période de 4 secondes, jour et nuit. Sa portée est de 12 milles nautiques (environ 22 km).
Il est aussi équipé d'une corne de brume radiocommandée émettant un blast par période de 15 secondes.

## Caractéristiques dufeu maritime
Fréquence : 4 secondes (G)
- Lumière : 3 secondes
- Obscurité : 1 seconde

Identifiant : ARLHS : USA-871 ; USCG : 1-19345 - Amirauté : J0608 .

### Lien connexe
- Liste des phares au Rhode Island